# Храм Спаса Нерукотворного Образа в Гирееве
Храм Спаса Нерукотворного Образа в Гирееве — православный храм в районе Новогиреево города Москвы. Относится к Рождественскому благочинию Московской епархии.

## История
Гиреево известно с первой четверти XIV века. Усадебный каменный храм построен владелицей Гиреева княгиней Анастасией Голицыной в 1714—1718 годах. Это довольно повторение в общих чертах Успенского храма, который был построен примерно за 30 лет до этого в вотчине её отца, селе Дурневе. 

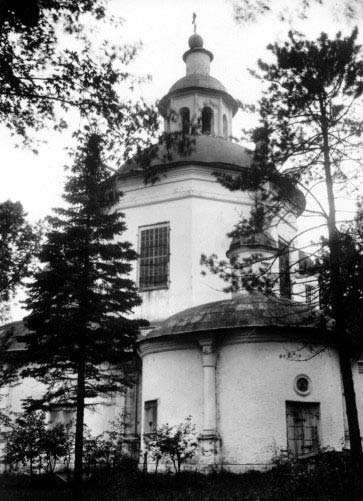
Храм-прообраз

Храм был освящен патриаршим местоблюстителем митрополитом Стефаном (Яворским). Первыми церковнослужителями храма были священник Тимофей Аввакумов, диакон Стахий Трофимов и дьячок Алексей Григорьев, прослужившие до 1726 года.
С 1809 года храм становится приписным к церкви Рождества Иоанна Предтечи села Ивановского.
В начале XX века по просьбе жителей Новогиреева и благословению сщмч. Владимира Киевского, бывшего митрополитом Московским и Коломенским, получил статус приходского храма.
В мае 1922 года в ходе изъятия большевиками церковных ценностей в гиреевский Спасский храм прибыла уездная комиссия, забравшая церковное имущество: дарохранительницу, лампаду, блюдечко, ризы и обложки с Евангелий.
Весной 1941 года храм был закрыт советскими властями. Престол был перенесён в церковь Рождества Иоанна Предтечи в селе Ивановском. В 1949 года передали военной школе собаководства.
Спасский храм в Гирееве возвращён Русской православной церкви в 1989 году по приказу министра обороны СССР Дмитрия Язова. Настоятелем храма 17 ноября 1989 года указом патриарха Пимена был назначен протоиерей Александр Дасаев. Богослужения в храме возобновлены 18 мая 1991 года.
В ходе реставрации в 1998 году на южном крыле храма были найдены захоронения. Позже выяснилось, что это останки первого священника храма — иерея Тимофея Аввакумова — и Фёдора Заякина — служителя и домоправителя И. Я. Голицыной. В 2000 в ходе земляных работ были найдены плиты XVII века, указывающие места захоронения и имена иерея Тимофея и Фёдора, а также почивших во младенчестве детей князя Ф. А. Голицина — младенца Татианы (двух лет) и годовалого младенца Николая.

## Духовенство
- протоиерей Андрей Бондаренко — настоятель храма
- протоиерей Дмитрий Максимов
- диакон Павел Колокольцев
- диакон Александр Шинкарёв

## Святыни
- Частица мощей святителя Николая Чудотворца
- Частица мощей святителя Луки исповедника, архиепископа Симферопольского
- Частица мощей преподобного Серафима Саровского
- Частица мощей преподобного Нила Столобенского
- Икона Святых Двенадцати Бессребренников и Целителей